# Martin Gurule
Martin Edward Gurule (* 7. November 1969; † 27. November 1998) war ein US-amerikanischer Strafgefangener, dem 1998 die Flucht aus dem Todestrakt von Texas gelang. Es war der erste erfolgreiche Gefängnisausbruch aus dem texanischen Todestrakt seit über 64 Jahren, als damals Raymond Hamilton am 16. Januar 1934 von Bonnie und Clyde befreit wurde.

## Leben
Martin Gurule gehörte zur Volksgruppe der Hispanics und wuchs bei seinem Vater und seiner Großmutter auf, da seine Mutter kurz vor Erreichen seines ersten Lebensjahres verstarb. Er besuchte die Ray High School in Corpus Christi und betreute anschließend geistig zurückgebliebene Patienten der Corpus Christi State School, einer Einrichtung der Texas Department of Mental Health and Mental Retardation. Seine 23-jährige Freundin Malisa Smith arbeitete als Kassiererin im örtlichen U & I Restaurant.

## Verbrechen
Am 12. Oktober 1992 betrat Gurule spätnachts das U & I Restaurant und erschoss den Mitinhaber Mike Piperis sowie den Angestellten Anthony Staton. Gurule sagte aus, von Piperis nachts in das Restaurant bestellt worden zu sein, da dieser ihn aufgrund angelasteter Steuerhinterziehungen zur Rede stellen wollte. Anschließend sei er von den Männern attackiert worden und habe sich nur zur Wehr gesetzt, um sein Leben zu retten.
Die Ermittler widersprachen jedoch dieser Version. Laut ihrer Darstellung saß Staton in einem Sessel, als er durch einen Schuss in den Hinterkopf getötet wurde. Piperis kniete angelehnt gegen einen Stuhl vor einem geöffneten Safe und war ebenfalls durch einen Schuss in den Hinterkopf getötet worden. Die Ermittlungen ergaben zudem, dass Gurules Freundin Malisa Smith bereits in der Vorwoche des Verbrechens gekündigt worden war. Die Staatsanwaltschaft ging somit davon aus, dass Smith zusammen mit ihrem Freund den Raubüberfall auf ihren ehemaligen Arbeitgeber geplant hatte. Erschwerend kamen Gurules Vorstrafen hinzu, die sich auf Kreditkartenbetrug, Diebstahl und zwei Banküberfälle aus dem Jahr 1986 beliefen. Der Bezirksstaatsanwalt Carlos Valdéz nannte es ein „über Jahre aufgebautes Verbrechen“.
Im Juli 1993 wurde Martin Gurule wegen vorsätzlichen Mordes zum Tode verurteilt, seine Freundin erhielt eine Freiheitsstrafe von 25 Jahren. Er wurde in die Ellis Unit überstellt, der einzigen texanischen Haftanstalt mit Todestrakt für männliche Strafgefangene. Diese Einrichtung befindet sich in einem gemeindefreien Gebiet im Walker County. Dort wurde Martin Gurule im Laufe seiner Haftzeit, zusammen mit etwa 150 weiteren Todestraktinsassen, für das sogenannte „Work Capable Program“ ausgewählt. Dabei handelte es sich um ein Versuchsprogramm, bei dem sich ausgesuchte Todestraktinsassen relativ frei außerhalb ihrer Zellen bewegen, Kontakt mit anderen Häftlingen unterhalten und beaufsichtigten Arbeiten innerhalb der Haftanstalt nachgehen durften. Knapp ein Jahr vor seiner Flucht war seine Berufung gegen seine Todesstrafe abgelehnt worden.

## Flucht
Martin Gurule und sechs weitere zum Tode verurteilte Mithäftlinge hatten sich am 26. November 1998 während eines festlichen Abendessens zu Thanksgiving in einem Freizeitraum versteckt. Die Betten in ihren Zellen hatten sie zuvor mit Kissen und Bettlaken so präpariert, dass die Wärter durch Sichtkontrollen keinen Verdacht schöpften. Zudem hatten sie ihre weißen Gefängniskleider mit Filzstiften verdunkelt, um nachts schwerer erkannt zu werden. Nach Zellenschluss brachen sie eine Türe zum Freizeithof auf, arbeiteten sich durch einen Trennzaun und gelangten so auf den Haupthof. Von dort erkletterten sie das Dach eines Gebäudes und warteten auf die kommende Dunkelheit.
Kurz nach Mitternacht wurden sie jedoch beim Abstieg von einem Wachposten erkannt, der sofort Alarm auslöste und das Feuer eröffnete, worauf sich sechs der Häftlinge ergaben. Gurule jedoch rannte rund 30 Meter über offenes Gelände, konnte einen Stacheldrahtzaun überwinden, rannte erneut rund 20 Meter über eine Lichtung, überwand einen weiteren Stacheldrahtzaun und verschwand in der Dunkelheit, obwohl ein Wachposten mindestens 18 gezielte Schüsse auf ihn abgab und ihn in den Rücken traf.
Bei der anschließenden Fahndung wurden mehr als 500 Beamte umliegender Städte und Countys eingesetzt, die durch Spürhunde, Boote und Hubschrauber unterstützt wurden. Gouverneur George W. Bush zog auch die Texas Rangers hinzu, außerdem wurde eine Belohnung von 5.000 US-Dollar für Hinweise ausgesetzt, die zu seiner Ergreifung führen.
Sieben Tage später fanden zwei Angler seine Leiche in einem Wasserlauf des Trinity River bei Huntsville. Er trug mehrere Schichten Kleidung und hatte Zeitschriften und Pappe um seinen Körper gewickelt, um den Stacheldraht zu überwinden. Bei der Obduktion wurde eine Schussverletzung am Rücken entdeckt, als Todesursache jedoch Ertrinken festgestellt. Zudem wurde der Todeszeitpunkt auf den 27. November rückdatiert, was bedeutet, dass Gurule noch in der Nacht seiner Flucht ums Leben kam. Die Polizei vermutet, dass er, um Spuren zu verwischen, in den Fluss gesprungen ist, dort jedoch wahrscheinlich aufgrund der Erschöpfung, nicht zuletzt durch die Schussverletzung, ertrank.
Wegen der erfolgreichen Flucht von Gurule verlegte das Texas Department of Criminal Justice den Todestrakt von Texas ab März 1999 in die Allan B. Polunsky Unit (bis 2001 Terrell Unit), eine Haftanstalt mit höherer Sicherheitsstufe in West Livingston, Polk County. Das Work Capable Program wurde eingestellt.

## Komplizen
- Eric Dewayne Cathey (27), seit 1997 im Todestrakt
- James Edward Clayton (32), hingerichtet am 25. Mai 2000
- Henry Earl Dunn (24), hingerichtet am 6. Februar 2003
- Gustavo García (26), hingerichtet am 17. Februar 2016[1]
- Howard Guidry (22), seit 1997 im Todestrakt
- Ponchai Wilkerson (27), hingerichtet am 14. März 2000

Siehe auch
- Briley-Brüder, entkamen mit vier Mithäftlingen aus dem Todestrakt von Virginia, größter Todestraktausbruch in der Geschichte der USA.
- Robert Fieldmore Lewis, einziger Häftling, dem die Flucht aus dem Todestrakt von Florida gelang.